# The Zodiac
The Zodiac (bra: O Zodíaco; prt: Zodiac - Crimes sem Rosto) é um filme estadunidense de 2005, dos gêneros suspense e policial, dirigido por Alexander Bulkley, com roteiro de Kelly Bulkeley e do próprio diretor baseado em casos reais que envolvem o chamado "assassino do Zodíaco".

## Sinopse
Um serial killer aterroriza a cidade de Vallejo, Califórnia, no final dos anos 60. O detetive Matt Parish busca incessantemente descobrir a verdadeira identidade do assassino, a ponto de dar pouca atenção para sua mulher Laura e seu filho Johnny. Após um novo ataque, o serial killer liga para a polícia e confessa a autoria deste e de todos os crimes cometidos anteriormente.
Milagrosamente, uma das vítimas do assassino sobrevive e ajuda na confecção do retrato falado. O serial killer envia cartas para três jornais, contendo ameaças e um código que pode revelar sua identidade.

## Elenco
- Justin Chambers .... Inspetor Matt Parish
- Robin Tunney .... Laura Parish
- Rory Culkin .... Johnny Parish
- William Mapother .... Dale Coverling
- Brad William Henke .... Bill Gregory
- Rex Linn .... Jim Martinez
- Philip Baker Hall .... Frank Perkins
- Marty Lindsey .... Assassino do Zodíaco
- Brian Bloom .... Assassino do Zodíaco (voz)
- Shelby Alexis Irey .... Bobbie
- Natassia Costa .... Mary Bouche
- Kris Palm .... Michael Newman
- Nate Dushku .... Scott Washington
- Katelin Chesna .... Patsy
- Kathryn Howell .... Sra. Boucher
- Luis Saguar .... Sammy Karzoso
- Ian Scott McGregor .... Paul Carmichael
- Jodi Feder .... Gina Chambers
- Paul Ghiringhelli .... Victor Ramirez